# 中央魚類
中央魚類株式会社（ちゅうおうぎょるい）は、主に水産物卸売業を営む日本の企業。

## 概要
本社は東京都江東区豊洲6丁目。事務所機能は豊洲市場内水産卸売場棟の5階にある。会長は伊藤裕康。従業員は196名。

## 歴史
- 1947年（昭和22年）
  - 2月 - 中央魚類荷受組合設立。
  - 7月 - 中央魚類株式会社設立。
- 1952年（昭和27年）4月 - 中央小揚株式会社設立。
- 1953年（昭和28年）4月 - 日本水産株式会社の出資会社・大松水産株式会社統合。
- 1962年（昭和37年）9月 - 中央冷凍株式会社を設立。
- 1963年（昭和38年）9月 - 中央食品商事株式会社設立。
- 1964年（昭和39年）9月 - 東京証券取引所市場第二部に株式を上場。
- 1972年（昭和47年）4月 - 船橋中央魚類株式会社を設立。
- 1976年（昭和51年）11月 - 柏魚市場株式会社を設立。
- 1980年（昭和55年）5月 - 千葉中央魚類株式会社を設立。
- 1989年（平成元年）7月 - 大田市場に株式会社大田合水を設立。
- 1995年（平成7年）5月 - 株式会社大田合水から撤退。
- 1996年（平成8年）8月 - 有限会社マルナカサービスを設立。
- 2000年（平成12年）4月 - 徳永冷蔵株式会社を買収。
- 2001年（平成13年）
  - 7月 - 徳永冷蔵株式会社が中央冷凍株式会社と合併し解散。
  - 11月 - 中央フーズ株式会社を設立。
- 2007年（平成19年）2月 - 株式交換により中央小揚株式会社を完全子会社化。
- 2008年（平成20年）
  - 4月 - 中央冷凍株式会社と株式会社ホウスイが合併し、新「株式会社ホウスイ」が発足。ホウスイ、株式会社水産流通及び恵光水産株式会社を連結子会社化。
  - 8月 - 株式会社水産流通が中央フーズ株式会社を子会社化。
- 2009年（平成21年）8月 - オーシャンステージ株式会社を設立。
- 2011年（平成23年）8月 - 株式会社ホウスイ・大連しょう子島漁業集団と共同で「大連樟子島中央冷蔵物流有限公司」設立。
- 2012年（平成24年）
  - 1月 - 大都魚類株式会社との共同出資により船橋魚市株式会社を設立。
  - 2月 - 東京北魚株式会社に出資し、同社を持分法適用会社化。
  - 4月 - 船橋中央魚類株式会社を解散し、営業権を船橋魚市株式会社に譲渡。
- 2013年（平成25年）4月 - 丸水札幌中央水産、仙台水産と共同で株式会社TSSマリンを設立。株式会社ホウスイが株式会社せんにちを設立。
- 2014年（平成26年）2月 - 大連冷蔵庫（日本式計算で約6万トン）が竣工。
- 2015年（平成27年）5月 - 東京青果・大田花きとともに「東京都生鮮物輸出協議会」を設立。
- 2018年（平成30年）10月 - 築地市場の豊洲移転に伴い卸売場・本社共に移転。
- 2021年（令和3年）8月 - 東京北魚株式会社の全株式を同社に譲渡し、資本関係を解消。
- 2023年（令和5年）1月 - 子会社の千葉中央魚類（千葉市地方卸売市場）の業務を取りやめ、解散および清算[3]。

## グループ会社

### 連結子会社
- 柏魚市場株式会社
- 株式会社ホウスイ
- 株式会社水産流通
- 株式会社せんにち
- 中央フーズ株式会社
- 中央小揚株式会社

### 持分法適用会社
- 船橋魚市株式会社
- オーシャンステージ株式会社